# Kunîsivți, Horodenka
Kunîsivți (în ucraineană Кунисівці) este o comună în raionul Horodenka, regiunea Ivano-Frankivsk, Ucraina, formată numai din satul de reședință.

## Demografie
Componența lingvistică a comunei Kunîsivți
     Ucraineană (99,68%)
     Alte limbi (0,33%)
Conform recensământului din 2001, majoritatea populației comunei Kunîsivți era vorbitoare de ucraineană (99,68%), existând în minoritate și vorbitori de alte limbi.